# Toghon Temür
Toghon Temür (em mongol:  Тогоонтөмөр; escrita mongol: ᠲᠤᠭᠤᠨᠲᠡᠮᠤᠷ; chinês tradicional: 妥懽帖睦爾, chinês simplificado: 妥懽帖睦尔, pinyin: Tuǒhuān Tiēmù'ěr; 25 de maio de 1320 – 23 de maio de 1370), também conhecido por seu nome de templo como Imperador Huizong de Yuan (em mongol: Юань улсын эзэн хаан Хуйзун; chinês: 元惠宗, pinyin: Yuán Huìzōng), conferido pela dinastia Yuan do Norte, e por seu nome póstumo como Imperador Shun de Yuan (em mongol: Юань улсын эзэн хаан Шун; chinês tradicional: 元順帝, chinês simplificado: 元顺帝, pinyin: Yuán Shùn Dì) conferido pela dinastia Ming, foi o último imperador da dinastia Yuan e posteriormente o primeiro imperador da dinastia Yuan do Norte. Além de Imperador da China, ele também é considerado o último Khagan do Império Mongol. Ele era filho de Kusala (Imperador Mingzong).
Durante os últimos anos de seu reinado, a dinastia Yuan foi derrubada pela Rebelião dos Turbantes Vermelhos, que estabeleceu a dinastia Ming, embora a corte Yuan sob seu governo tenha permanecido no controle do norte da China e do Planalto Mongol. O regime Yuan remanescente é conhecido como Yuan do Norte na historiografia.
O Imperador Huizong foi um estudante budista dos Karmapas (chefes da escola Karma Kagyu do budismo tibetano) e é considerado uma encarnação anterior dos Tai Situpas. Ele também notavelmente convidou o erudito Jonang Dölpopa Shérab Gyeltsen para ensiná-lo, mas foi rejeitado.

## Antes da sucessão
Toghon Temür nasceu de Kuśala, conhecido como Khutughtu Khan ou Imperador Mingzong, quando este estava em exílio na Ásia Central. A mãe de Toghon Temür era Mailaiti, descendente de Arslan Khan, o chefe dos Karluks, uma proeminente confederação tribal túrquica nômade na Ásia Central. Segundo uma lenda popular, o antigo Song do Sul chinês Imperador Gong de Song, Zhao Xian, tendo se rendido ao Yuan quando criança, teve um caso com a Imperatriz Yuan Mailaiti perto do fim de sua vida. Zhao Xian supostamente gerou Yuan Toghon Temür com Mailaiti. Os mongóis circularam uma história similar sobre Toghon Temür sendo pai do Imperador Yongle da dinastia Ming.
Após a guerra civil conhecida como Guerra das Duas Capitais que eclodiu após a morte de Yesün Temür (Imperador Taiding) em 1328, Toghon Temür acompanhou seu pai e entrou em Shangdu da Mongólia. No entanto, após Kuśala morrer e seu irmão mais novo ser restaurado ao trono como Jayaatu Khan Tugh Temür (Imperador Wenzong), ele foi mantido longe da corte e foi banido para Goryeo (atual Coreia) e depois para Guangxi no Sul da China. Enquanto estava no exílio, sua madrasta Babusha foi executada.
Quando o Imperador Wenzong morreu em 1332, sua viúva, a Imperatriz Viúva Budashiri respeitou sua vontade de fazer o filho de Kuśala suceder ao trono em vez do próprio filho de Wenzong, El Tegüs. No entanto, não foi Toghon Temür, mas seu meio-irmão mais novo Rinchinbal, que foi entronizado como Rinchinbal Khan (Imperador Ningzong). Contudo, ele morreu apenas dois meses após seu reinado. O governante de facto, El Temür, tentou instalar El Tegüs como imperador, mas foi impedido pela Imperatriz Budashiri. Como resultado, Toghon Temür foi convocado de volta de Guangxi. El Temür temia que Toghon Temür, que era muito maduro para ser um fantoche, pegasse em armas contra ele, já que era suspeito do assassinato do pai de Toghon Temür, o Imperador Mingzong. A entronização foi adiada por seis meses até que El Temür morreu em 1333.
Em 1333, Toghon Temür conheceu pela primeira vez Lady Gi, uma concubina coreana, por quem se apaixonou profundamente. Lady Gi havia sido enviada à China no final dos anos 1320 como "tributo humano", pois os reis de Goryeo eram obrigados a enviar um certo número de belas adolescentes ao Yuan para servir como concubinas após as invasões mongóis.

## Reinado

### Início do reinado
O novo imperador nomeou seu primo El Tegüs príncipe herdeiro, pois estava sob a tutela da mãe de El Tegüs, a Imperatriz Viúva Budashiri, mas foi controlado por senhores da guerra mesmo após a morte de El Temür. Entre eles, Bayan tornou-se tão poderoso quanto El Temür havia sido. Ele serviu como ministro do Secretariado e esmagou uma rebelião do filho de El Temür, Tang Ki-se. Durante seu governo despótico, ele fez várias purgas e também suspendeu o sistema de exame imperial. Quando Toghon Temür tentou promover Lady Ki a esposa secundária, o que era contrário à prática padrão de apenas tomar esposas secundárias de clãs mongóis, criou tamanha oposição na corte a esta promoção inédita para uma mulher coreana que ele foi forçado a recuar. Em 1339, quando Lady Ki deu à luz um filho, que Toghon Temür decidiu que seria seu sucessor, ele finalmente conseguiu fazer Lady Ki ser nomeada sua esposa secundária em 1340.
À medida que Toghon Temür amadureceu, passou a desaprovar o governo autocrático de Bayan. Em 1340, aliou-se ao sobrinho de Bayan, Toqto'a, que estava em discórdia com Bayan, e baniu Bayan em um golpe. Ele também removeu El Tegüs e a Imperatriz Budashiri da corte. Com a ajuda de Toqto'a, também conseguiu purgar oficiais que haviam dominado a administração.

### Meio do reinado
Com a demissão de Bayan, Toqto'a tomou o poder da corte. Sua primeira administração claramente exibiu um novo espírito fresco. O jovem líder foi rápido em distinguir seu regime como algo totalmente diferente do de Bayan. Um novo nome de era chinês, Zhizheng (chinês: 至正), foi decretado para mostrar isso. As purgas de Bayan foram canceladas. Muitos dos grandes literatos chineses voltaram à capital da aposentadoria voluntária ou do exílio administrativo e o sistema de exame imperial foi restaurado.
Toqto'a também deu alguns sinais iniciais de uma nova e positiva direção no governo central. Um de seus projetos bem-sucedidos foi terminar as histórias oficiais há muito tempo estagnadas das dinastias Liao, Jin e Song, que foram eventualmente completadas em 1345.
Toqto'a renunciou ao seu cargo com a aprovação de Toghon Temür em junho de 1344, o que marcou o fim de sua primeira administração. As várias administrações de curta duração que se seguiram de 1344 a 1349 desenvolveriam uma agenda muito diferente da de Toqto'a. Em 1347, o imperador forçou Toqto'a ao Gansu com a assistência de antigos oficiais de Kuśala e Yesün Temür.
Em 1349, Toghon Temür chamou Toqto'a de volta, o que iniciou a segunda e muito diferente administração de Toqto'a.

### Final do reinado

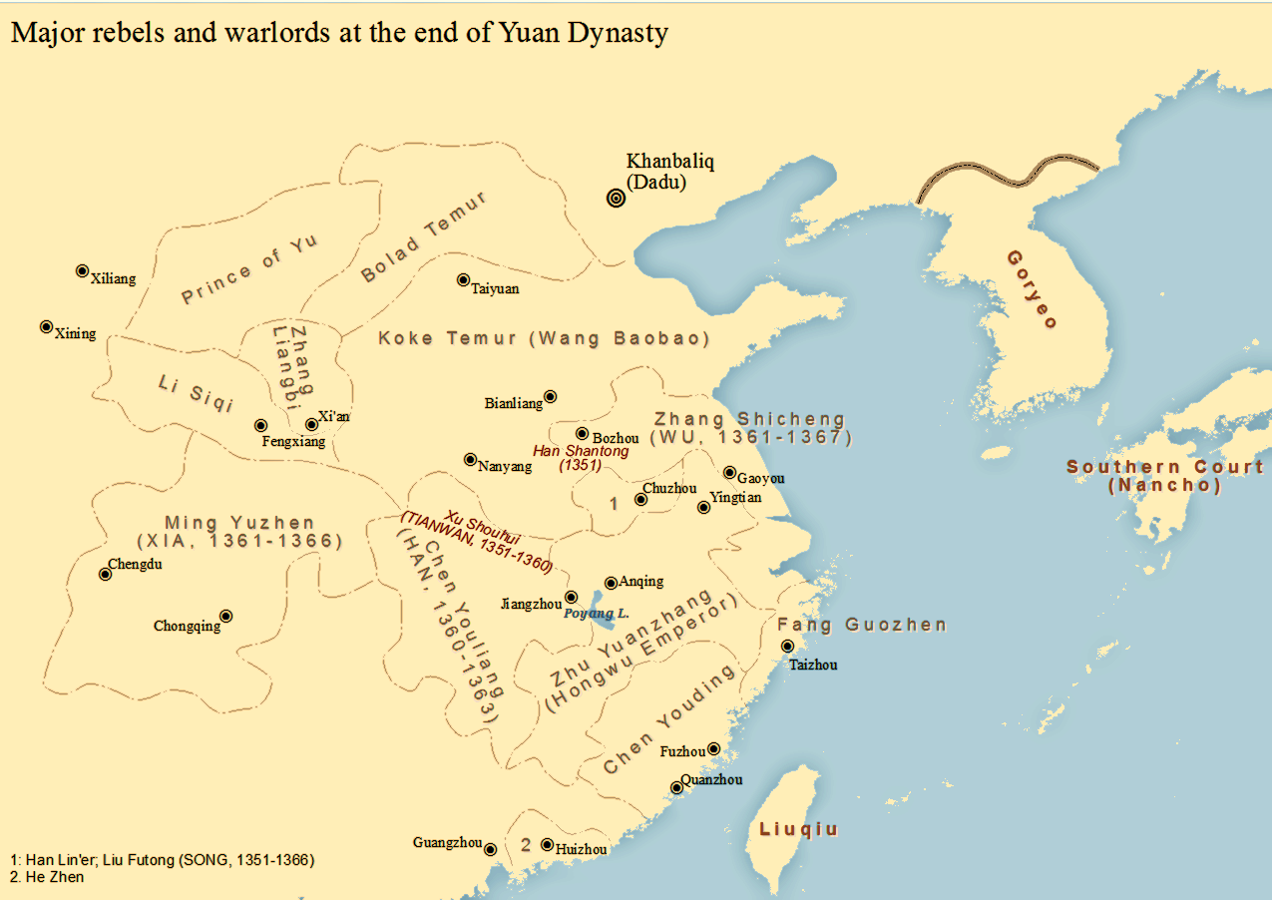
Rebeldes e senhores da guerra em 1363 durante o final do reinado de Toghon Temur.

Desde o final dos anos 1340, as pessoas no campo sofreram com desastres naturais frequentes, secas, inundações e fomes resultantes. A falta de política governamental eficaz levou a uma perda de apoio do povo. Comerciantes ilegais de sal que estavam descontentes com o monopólio do sal do governo levantaram uma rebelião em 1348, desencadeando muitas revoltas em todo o império. Entre elas estava a Rebelião dos Turbantes Vermelhos, que começou em 1351 e cresceu para uma agitação nacional.
Em 1354, quando Toqto'a liderou um grande exército para esmagar os rebeldes dos Turbantes Vermelhos, Toghon Temür subitamente o demitiu por medo de traição. Isso resultou na restauração do poder de Toghon Temür, mas também em um rápido enfraquecimento do governo central. Assim, ele não teve escolha senão confiar nas forças dos senhores da guerra locais.
Toghon Temür gradualmente perdeu interesse na política e deixou de intervir nas lutas políticas. Seu filho Biligtü Khan, que se tornou Príncipe Herdeiro em 1353, tentou tomar o poder e entrou em conflito com os assessores de Toghon Temür, que dominavam a política em vez do khan. Durante este tempo, o poder foi cada vez mais exercido por Lady Ki. A Imperatriz Principal Lady Ki e seu ministro persuadiram Biligtü Khan a derrubar este último. Toghon Temür foi incapaz de conciliar a disputa, mas executou o ministro. Em 1364, o senhor da guerra baseado em Shanxi Bolad Temür ocupou Khanbaliq e expulsou o Príncipe Herdeiro da base de inverno. Em aliança com o senhor da guerra baseado em Henan Köke Temür, Biligtü Khan derrotou Bolad Temür no ano seguinte. Esta luta interna resultou em maior enfraquecimento do poder político e militar do governo central. Em 1365, Toghon Temür finalmente promoveu sua muito amada Lady Ki a Primeira Imperatriz e anunciou que seu filho com ela seria o primeiro na linha de sucessão.
Durante a dinastia Yuan, um dos descendentes de Confúcio, que era um dos filhos do Duque Yansheng Kong Huan 孔浣, chamado Kong Shao 孔紹, mudou-se da China para a Coreia da era Goryeo e estabeleceu um ramo da família lá chamado clã Gong de Qufu após se casar com uma mulher coreana (filha de Jo Jin-gyeong 曹晉慶) durante o governo de Toghon Temür. (Veja também 曲阜孔氏 (朝鲜半岛) e 곡부 공씨)

## Relações com outras nações

### Papado de Avignon

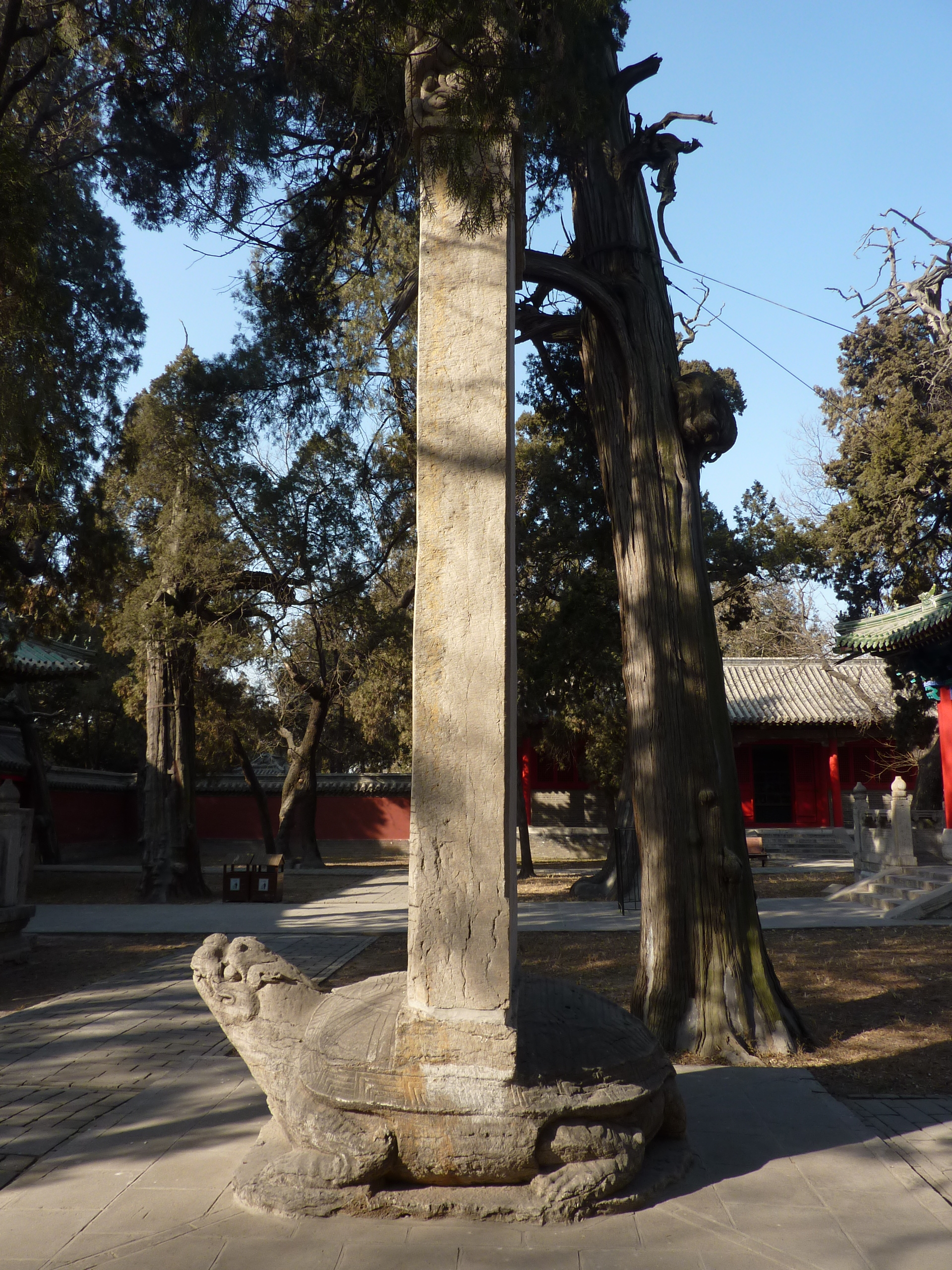
Monumento em honra da reconstrução do Templo de Yan Hui em Qufu no Ano 9 da era Zhizheng (1349).

Papa João XXII e Papa Bento XII estenderam com sucesso uma rede de igrejas católicas por todo o Império Mongol da Crimeia à China entre 1317 e 1343. O arcebispo de Khanbaliq, João de Montecorvino, morreu em 1328. Com o apoio de Toghon Temür, os alanos escreveram ao Papa Bento XII em 1336 pedindo um novo metropolita. Em 1338, o papa enviou de volta a embaixada liderada por Giovanni de' Marignolli, que ficou em Pequim três ou quatro anos. Eles trouxeram presentes para Toghon Temür que incluíam belos cavalos europeus.

### Japão
Quando os coreanos capturaram um navio pesqueiro japonês que pensaram estar espionando, a corte Goryeo o enviou ao seu suserano, o imperador Yuan Toghon Temür, que então enviou os pescadores de volta ao Japão. Em resposta, o xogunato Ashikaga enviou uma embaixada liderada por um monge para expressar sua gratidão.

## Retirada para o norte

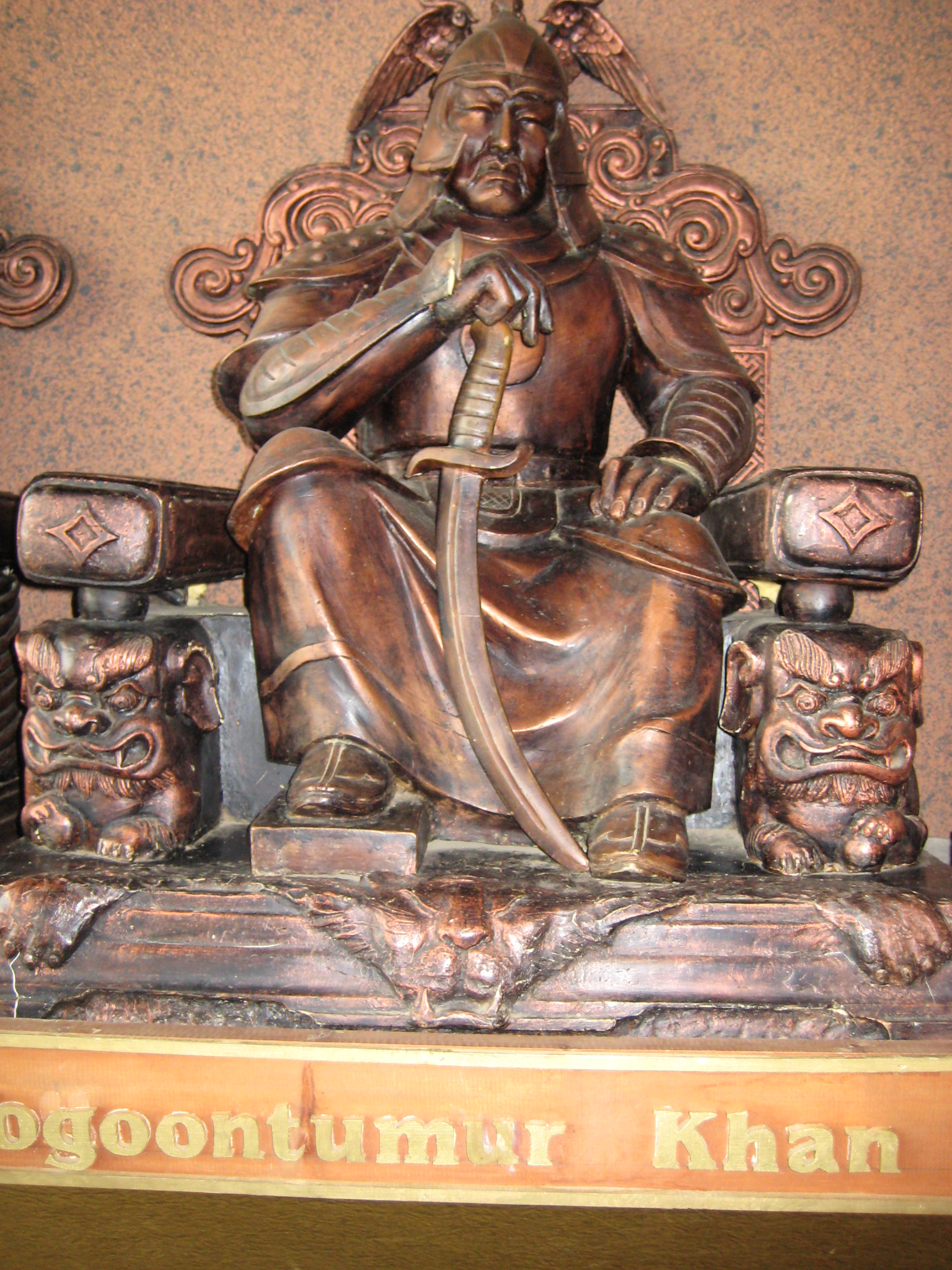
Uma estátua de Toghon Temür no Castelo Mongol.

Após absorver a dinastia Chen Han, conquistar o Sul da China e estabelecer a dinastia Ming, Zhu Yuanzhang – coroado como Imperador Hongwu – conduziu expedições militares ao Norte da China e derrotou o exército Yuan em 1368. Quando Köke Temür perdeu batalhas contra o general Ming Xu Da e as tropas Ming se aproximaram de Hebei, Toghon Temür abandonou Khanbaliq e fugiu para sua base de verão, Shangdu.
Em 1369, quando Shangdu também caiu sob a ocupação Ming, Toghon Temür fugiu para o norte para Yingchang, que estava localizada na atual Mongólia Interior. Ele morreu lá em 1370; seu filho o sucedeu como Biligtü Khan Ayushiridara e recuou para Karakorum no mesmo ano. Os remanescentes Yuan governaram o norte da China e o Planalto Mongol enquanto continuaram a reivindicar o título de Imperador da China, ponto a partir do qual são referidos como a dinastia Yuan do Norte. Ele foi o imperador mais longevo da Yuan da China depois de Kublai Khan.
No momento de sua morte, o Yuan do Norte mantinha sua influência, estendendo a dominação do Mar do Japão às Montanhas Altai. Havia also forças pró-Yuan, anti-Ming em Yunnan e Guizhou. Mesmo que seu controle sobre a China propriamente dita não tivesse sido estável ainda, os Ming consideraram que o Yuan perdeu o Mandato do Céu quando abandonou Khanbaliq, e que o Yuan foi derrubado em 1368. Os Ming não trataram Toghon Temür após 1368 e seu sucessor Ayushiridara como imperadores legítimos.
Os Ming deram a Toghon Temür o nome póstumo Imperador Shun (順皇帝), que implicava que ele seguiu o Mandato do Céu cedendo seu império aos Ming. Mas a dinastia Yuan do Norte deu-lhe seu próprio nome póstumo Imperador Xuanren Puxiao (宣仁普孝皇帝) e nome de templo Huizong (惠宗).
Mesmo após Toghon Temür, ainda havia resistência Yuan aos Ming no sul. No sudoeste da China, Basalawarmi, o autoproclamado "Príncipe de Liang", estabeleceu um movimento de resistência Yuan em Yunnan e Guizhou que não foi suprimido até 1381.